# Konrad 4. af Tyskland
Konrad (25. april 1228 - 21. maj 1254), af Hohenstauferne, var den eneste søn af kejser Frederik 2. fra hans andet ægteskab med dronning Isabella 2. af Jerusalem. Han arvede titlen som konge af Jerusalem (som Konrad 2.) efter sin mors død i barselseng. Han blev udnævnt til hertug af Schwaben i 1235, og hans far fik ham valgt til konge af Tyskland (romernes konge) og kronet til konge af Italien (som Konrad 4.) i 1237. Efter kejserens afsættelse og død i 1250, regerede han som konge af Sicilien (som Konrad 1.) indtil sin død.

## Tidlige år
Han var det andet barn, men den eneste overlevende søn af kejser Frederik 2. og Isabella 2. (Yolande), regerende dronning af Jerusalem. Født i Andria i det syditalienske Kongeriget Sicilien, mistede han sin mor døde kort efter fødslen, og han efterfulgte hende som monark i den korsfarerstaten Jerusalem. Gennem sin far var Konrad barnebarn af kejseren Henrik 6. og oldebarn af kejser Frederik Barbarossa, alle Hohenstaufere. Han boede i Syditalien indtil 1235, da han for første gang besøgte Kongeriget Tyskland. I løbet af denne periode blev hans Kongeriget Jerusalem, regeret af han far som regent gennem stedfortrædere, rystet af borgerkrigen Lombardernes Krig, indtil Konrad erklæredes myndig, og hans fars regentskab mistede sin gyldighed.

## Opstigning til magten
Da kejser Frederik 2. afsatte sin ældste søn, Konrads oprørske halvbror kong Henrik (7.), efterfulgte Konrad ham som hertug af Schwaben i 1235. Imidlertid var kejseren ikke i stand til at få ham valgt til Romernes Konge før Rigsdagen i Wien i 1237. Kurfyrsterne var "Ærkebiskopperne af Mainz, Trier og Köln, biskopperne af Bamberg, Regensburg Freising og Padua, pfalzgreven af Rhinen, hertugen af Bayern, kongen af Bøhmen, landgraven af Thüringen og hertugen af Kärnten". Denne titel forudså, selvom den ikke blev anerkendt af pave Gregor 9., hans fremtid som en tysk-romersk kejser. Prinse-ærkebiskop Siegfried 3. af Mainz fungerede i sin egenskab af tysk ærkekansler som regent for den mindreårige Konrad indtil 1242, da Frederik valgte landgreve Henrik Raspe af Thüringen og kong Wenzel 1. af Bøhmen til at påtage sig denne rolle. Konrad begyndte at tage direkte del i tysk politik fra omkring 1240. Han ledte det kortvarige korstog mod mongolerne i 1241.
Da pave Innocens 4. ekskommunikerede Frederik i 1245 og erklærede Konrad afsat, støttede Henrik Raspe paven og blev som tak valgt som modkonge af Tyskland den 22. maj 1246. Henrik Raspe besejrede Konrad i slaget ved Nidda i august 1246, men døde flere måneder senere. Han blev efterfulgt som modkonge af Vilhelm af Holland.
Denne magtudøvelse fra paven er siden blevet betragtet som et led i en magtovergang i Det Tysk-romerske Rige. Især mange fyrster benyttede lejligheden til at få mere indflydelse med deres enorme rigdom og relative stabilitet i modsætning til det splittede monarki, som havde vist sig at være ganske upålideligt. Tilsvarende fik mange adelige større autonomi uden en konges vejledning.
Også i 1246 blev Konrad gift med Elisabeth af Bayern, en datter af hertug Otto 2. af Bayern. De havde en søn, Konradin, i 1252. I 1250 bragte Konrad midlertidigt situationen i Tyskland i orden ved at besejre Vilhelm 2. af Holland og hans rhinske allierede.

## Italienske felttog
Da Frederik 2. døde samme år, overførte han Sicilien og Tyskland samt Jerusalem til Konrad, men kampen mod paven fortsatte. Efter at være blevet besejret af Vilhelm i 1251 besluttede Konrad at invadere Italien i håb om at genvinde sin fars rige herredømme, hvor hans halvbror Manfred fungerede som regent. I januar 1252 invaderede han Apulien med en venetiansk flåde og formåede med succes at indskrænke Manfred og udøve kontrol over landet. Det år udstedte Konrad forfatninger under hoftagen i Foggia, som var baseret på de velkendte eksempler fra normanniske og tidlige Hohenstaufer tider. Desuden forsøgte Konrad, som de nye kilder viser, at slutte fred med paven, men der blev ikke opnået nogen aftale. Efter Frederik 2.'s død var der oprør i dele af kongeriget Sicilien, og flere byer forsøgte at undslippe kongens kontrol. Konrad blev derfor tvunget til at anvende militærmagt over for oprørerne. I oktober 1253 erobrede hans tropper Napoli.
Konrad var imidlertid ikke i stand til at underkue pavens støtter, og paven tilbød som modsvar Sicilien til Edmund Krogryg, søn af Henrik 3. af England (1253). Konrad blev ekskommunikeret i 1254 og døde af malaria samme år i Lavello i Basilicata.  Manfred først og senere Konrads søn Konradin fortsatte kampen med pavemagten, dog uden succes.
Konrads enke Elisabeth giftede sig igen med Meinhard 2., greve af Tyrol, som i 1286 blev hertug af Kärnten.
Konrads død i 1254 begyndte Det store interregnum, hvor ingen hersker formåede at opnå ubestridt kontrol over Tyskland. Interregnet sluttede i 1273 med valget af Rudolf af Habsburg som Romerns Konge.